# Elisabeth Killander
Elisabeth Ingrid Agnes Killander, under äktenskapet Gillgren, född 28 oktober 1929 i Göteborg, död 17 februari 2005 i Stockholm, var en svensk sjuksköterska som verkade för bättre smärtlindring inom cancervården.
Elisabeth Killander utexaminerades som sjuksköterska vid Sophiahemmets sjuksköterskeskola 1950. Under sitt äktenskap med silversmeden Sven Arne Gillgren arbetade hon i sitt yrke i hemmet, samtidigt som hon tog hand om parets båda barn. Killander kom 1977 som sjuksköterska till Radiumhemmet vid Karolinska Sjukhuset och verkade där för smärtlinding för cancerpatienterna. Hon utgav 1979 Lindring av smärta och obehag hos döende (utgiven i flera upplagor). 
I en intervju 2004 berättade hon att hon kallades "morfindrottningen" och menade att det fanns en överdriven rädsla för att patienter vid smärtlindring skulle utveckla ett beroende. Efter vad hon ansåg vara konflikter med läkarna vid Radiumhemmet flyttade hon till Linköpings universitetssjukhus där hon blev smärtsjuksköterska och tillsammans med Barbro Beck-Friis arbetade med lasarettsanknuten hemsjukvård.
Elisabeth Killander blev 1999 medicine hedersdoktor vid Linköpings universitet och erhöll samma år Konungens medalj av åttonde storleken.
Hon var 1955–1974 gift med  Sven Arne Gillgren (1913–1992).